# Seminario Conciliar de San Ildefonso
El Seminario Conciliar de San Ildefonso es un centro de estudios eclesiásticos, perteneciente a la archidiócesis de Toledo, cuya principal misión es formar a los candidatos adultos al sacerdocio de dicha división eclesiástica.

## Historia

### Orígenes y erección
No fue hasta su creación en 1847, que la archidiócesis toledana no contó con un seminario propio. Las razones de este vacío, que contradecía las directrices del Concilio de Trento, eran:
- Los numerosos centros teológicos ya operativos en la diócesis, habiendo más de veinte a finales del siglo XVI.
- La falta de recursos.

No es hasta que, en julio de 1847, tras 3 años de trámites y planificación, se publica la Real Orden en Madrid para su creación, siendo inaugurado el curso 1847/48 el 1 de octubre. Durante esta primera fase se desarrollará toda actividad en un antiguo convento de Carmelitas.
Entre los años 1887 y 1889 se lleva a cabo la edificación del actual edificio por orden del cardenal Miguel Payá y Rico. Desde 1889 hasta principios del siglo XX habrá un aumento lento pero constante de alumnos, si bien comienza a bajar en la segunda década del siglo XX. La proclamación de la II República conlleva el aumento del sentimiento anticlerical, descendiendo aún más rápido el número de seminaristas. Consciente de ello, el cardenal Isidro Gomá y Tomás lleva a cabo diversas iniciativas para paliar el descenso, como la "Semana Por Seminario" de 1935 o campañas en los medios católicos.

### Guerra Civil y franquismo
Durante la Guerra Civil perderán la vida 5 superiores y 4 seminaristas, además de perderse gran cantidad del alumnado, llamado a filas, atrapado en la zona republicana o por abandono de la carrera eclesiástica. A los pocos días de la sublevación del 18 de julio de 1936, el Seminario es alcanzado por varios obuses y abandonado. Tras ser utilizado como oficina de abastecimiento por las milicias republicanas, es tomado por los nacionales, si bien en septiembre de 1936 un incendio lo arrasa.
Al año siguiente, el cardenal Gomá vuelve a la diócesis, encontrándose con un clero menguado y envejecido. Las clases se reinician ese mismo año, con 11 seminaristas, a pesar de los espontáneos ataques de aviones republicanos y la escasez de medios generalizada. El número de seminaristas aumentará hasta los 179 de 1951, si bien desde este año comienza un declive constante, que se agravará con la crisis vocacional en los años 60 y 70.
En 1973, alarmado por la situación del clero diocesano, que encuentra envejecido y escaso, el cardenal Marcelo González Martín publica su Exhortación Pastoral "Un Seminario nuevo y libre", en la que aboga por recuperar el esplendor antiguo del Seminario, si bien admite la necesidad de reformas según el Concilio Vaticano II. 

### Últimos años y actualidad
Durante el pontificado del cardenal Marcelo, aumenta considerablemente el número de seminaristas, alcanzándose los 191 en 1989. Esta situación contrasta con la de otros seminarios europeos, que cierran sus puertas o merman en alumnado. El Seminario fue remodelado por última vez entre 2003 y 2006. En la actualidad, el curso 2016/17 comenzó con 54 alumnos. Durante el curso 2018-19, 67 eran los seminaristas que estudiaban en el Seminario Conciliar de San Ildefonso y se ordenaron 8 nuevos sacerdotes y 10 diáconos.

## Dirección y asistencia
A fecha de 2010, ocupaba el puesto de Rector el sacerdote P. José María Anaya Higuera.
Durante su trayectoria, han colaborado en la enseñanza, dirección y atención espiritual miembros del clero diocesano, así como del clero regular, destacando los paúles, o los Operarios Diocesanos desde 1898. En 1925 fueron invitadas para atender el servicio doméstico las Religiosas Terciarias Franciscanas de la Divina Pastora, que serían relevadas por las Misioneras Marianas en 1980.

## Alumnos destacados
Por las aulas del Seminario Conciliar de San Ildefonso han pasado numerosos obispos, como:
- Rafael Escudero López-Brea[5]
- José Ángel Saiz Meneses[6]
- Demetrio Fernández
- Jesús Sanz Montes
- Francisco Cerro Chaves
- Domingo Oropesa Lorente
- José Ignacio Munilla[7]
- Gabino Díaz Merchán
- Antonio Dorado Soto
- Ireneo García Alonso
- Rafael Torija de la Fuente
- José Rico Pavés[8]
- Salvador Cristau Coll